# Ив Арден
Ив Арден (англ. Eve Arden; 30 апреля 1908 — 12 ноября 1990) настоящее имя — Юнис Мэри Кэденс (англ. Eunice Mary Quedens) — американская актриса, обладательница премии «Эмми», а также номинантка на «Оскар» в 1946 году.

## Биография

### Карьера
Ив Арден (урождённая Юнис Мэри Кэденс) родилась 30 апреля 1908 года в небольшом городе Милл-Валли в Калифорнии в семье Люсиль и Чарльза Кэденсов, которые развелись когда она была ещё ребёнком. В 16 лет Юнис бросила школу и вступила в одну из театральных трупп. В 1929 году она дебютировала в кино в небольшой роли в фильме «Музыка любви», который стал одним из первых успешных, снятых компанией «Columbia». Её дебют на Бродвее состоялся в 1934 году в одной из постановок «Безумства Зигфелда».
Её активная карьера в кино началась в 1937 году, после роли Ив Арден в фильме «Дверь на сцену». Эта роль стала довольно успешной, после которой ей стали предлагать новые роли в кино. В последующие годы она снялась в таких популярных фильмах, как «Девушки Зигфелда» (1941) и «Девушка с обложки» (1941), с Ритой Хейворт в главной роли. В 1945 году Арден сыграла одну из самых своих знаменитых ролей — Иду Корвин в фильме «Милдред Пирс», за которую она была номинирована на «Оскар» за Лучшую женскую роль второго плана.
У актрисы также была успешная карьера на радио, где она была исполнительницей роли школьной учительницы Конни Брукс в радиопостановке «Наша мисс Брукс» с 1948 по 1957 год. Затем, с 1952 по 1956 год, она исполняла ту же роль в телевизионном сериале, за которую получила премию «Эмми», и в киноверсии в 1956 году. Этот её персонаж был настолько популярным, что в 1952 году Арден стала почётным членом Американской ассоциации образования.
Арден много снималась и на телевидении. У неё были роли в телесериалах «Колдунья», «Великие представления», «Элис» и «Лодка любви». В то же время она продолжала играть и на театральной сцене, исполнив главные роли в постановках «Хелло, Долли!» и «Тётушка Мамэ», а в 1967 году была удостоена премии Сары Сиддонс за работу в театрах Чикаго.
В 1985 году актриса опубликовала автобиографию — «Три фазы Ив». Её вклад в кино был отмечен звездой на Голливудской аллее славы по Голливуд-бульвар 6714, а за вклад в радио она введена в Радио холл славы.

### Личная жизнь
С 1939 по 1947 год Ив Арден была замужем за Недом Бергеном. В 1952 году она вышла замуж за Брукса Уэста, который умер в 1984 году. Актриса родила от Брукса четверых детей.
Умерла от рака в своём доме в Лос-Анджелесе 12 ноября 1990 года в возрасте 82 лет, похоронена на кладбище Вествуд.

## Избранная фильмография
| Год  |   | Русское название           | Оригинальное название             | Роль                                                |
| ---- | - | -------------------------- | --------------------------------- | --------------------------------------------------- |
| 1937 | ф | Дверь на сцену             | Stage Door                        | Ив                                                  |
| 1940 | ф | Товарищ Икс                | Comrade X                         | Джейн Уилсон                                        |
| 1941 | ф | Энергия                    | Manpower                          |                                                     |
| 1941 | ф | Девушки Зигфилда           | Ziegfeld Girl                     | Пэтси Диксон                                        |
| 1941 | ф | Это неопределённое чувство | That Uncertain Feeling            | Салли Эйкенс                                        |
| 1944 | ф | Девушка с обложки          | Cover Girl                        | Корнелия Джексон                                    |
| 1945 | ф | Милдред Пирс               | Mildred Pierce                    | Ида Корвин                                          |
| 1946 | ф | Ночь и день                | Night and Day                     | Габриелль                                           |
| 1947 | ф | Неверная                   | The Unfaithful                    | Пола                                                |
| 1948 | ф | Одно прикосновение Венеры  | One Touch of Venus                | Молли Стюарт                                        |
| 1948 | ф | Кнут                       | Whiplash                          | Крис Шервуд                                         |
| 1949 | ф | Мечтаю о тебе              | My Dream Is Yours                 | Вивиан Мартин                                       |
| 1950 | ф | Чай для двоих              | Tea for Two                       | Полин Хастингс                                      |
| 1956 | ф | Наша мисс Брукс            | Our Miss Brooks                   | Конни Брукс                                         |
| 1959 | ф | Анатомия убийства          | Anatomy of a Murder               | Мэйда Рутледж                                       |
| 1960 | ф | Тьма наверху лестницы      | The Dark at the Top of the Stairs | Лотти Лейси                                         |
| 1960 | ф | Баттерфилд, 8              | BUtterfield, 8                    | Продавец в ювелирном магазине (в титрах не указана) |
| 1978 | ф | Бриолин                    | Grease                            | Директриса МакГи                                    |
| 1981 | ф | Под радугой                | Under the Rainbow                 | Княгиня                                             |
| 1982 | ф | Бриолин 2                  | Grease 2                          | Директриса МакГи                                    |

## Награды
- «Эмми» 1953 — «Лучшая актриса в комедийном сериале» («Наша мисс Брукс»)